# Матійко Анатолій Семенович
Анатолій Семенович Матійко (нар. 14 липня 1947, місто Бобринець Кіровоградської області) — український діяч, хірург, головний лікар Українського консультативно-діагностичного центру матері та дитини. Народний депутат України 1-го скликання. 

## Біографія
Народився у родині службовців.
У 1965—1966 роках — автослюсар АТП 11432 міста Алушти Кримської області; матрос-рятувальник.
У 1966—1972 роках — студент Кримського державного медичного інституту, хірург.
У 1972—1973 роках — хірург-травматолог Ольшанської центральної районної лікарні Кіровоградської області.
У 1973—1974 роках — викладач хірургії Кіровоградського медичного училища і травматолог Кіровоградської обласної лікарні.
У 1974—1975 роках — завідувач відділу переливання крові у місті Алушті Кримської області.
У 1975—1978 роках — хірург Алуштинської центральної міської лікарні Кримської області.
Член КПРС з 1976 по 1991 рік.
У 1978—1980 роках — клінічний ординатор хірургії на базі Кримського медичного інституту.
У 1980—1993 роках — хірург, начальник медичної частини Алуштинської центральної міської лікарні Кримської області.
18.03.1990 року обраний народним депутатом України, 2-й тур, 67,17 % голосів, 10 претендентів. Входив до групи «За соціальну справедливість». Голова підкомісії Комісії ВР України з питань Чорнобильської катастрофи.
З 1993 року — головний лікар Українського консультативно-діагностичного центру матері та дитини.
Закінчив заочно юридичний факультет Київського національного університету імені Тараса Шевченка.
Працював начальником Управління охорони здоров'я постраждалих Департаменту з питань подолання наслідків Чорнобильської катастрофи Міністерства України з питань надзвичайних ситуацій та у справах захисту населення від наслідків Чорнобильської катастрофи.

## Нагороди
- знак «Відмінник охорони здоров'я» (1989)